# Cuvango
Cuvango – miasto w Angoli, w prowincji Huíla.